# جان بری (بازیکن فوتبال، زاده ۱۸۸۰)
جان بری (انگلیسی: John Berry؛ 6 July 1880 – ۱۹۴۹ (۷۶−۷۷ سال)) بازیکن فوتبال بود.
از باشگاه‌هایی که در آن بازی کرده‌است می‌توان به باشگاه فوتبال بری اشاره کرد.